# Dendronephthya hicksoni
Dendronephthya hicksoni is een zachte koraalsoort uit de familie Nephtheidae. De koraalsoort komt uit het geslacht Dendronephthya. Dendronephthya hicksoni werd in 1905 voor het eerst wetenschappelijk beschreven door Kükenthal. 